# يان أوستين
يان أوستين (30 مايو 1966 - ) (بالإنجليزية: Ian Austin)‏ هو لاعب كريكت بريطاني.

## وصلات خارجية
- يان أوستين على موقع إي آس بي آن كريك إنفو (الإنجليزية)